# Stockholms Straussorkester

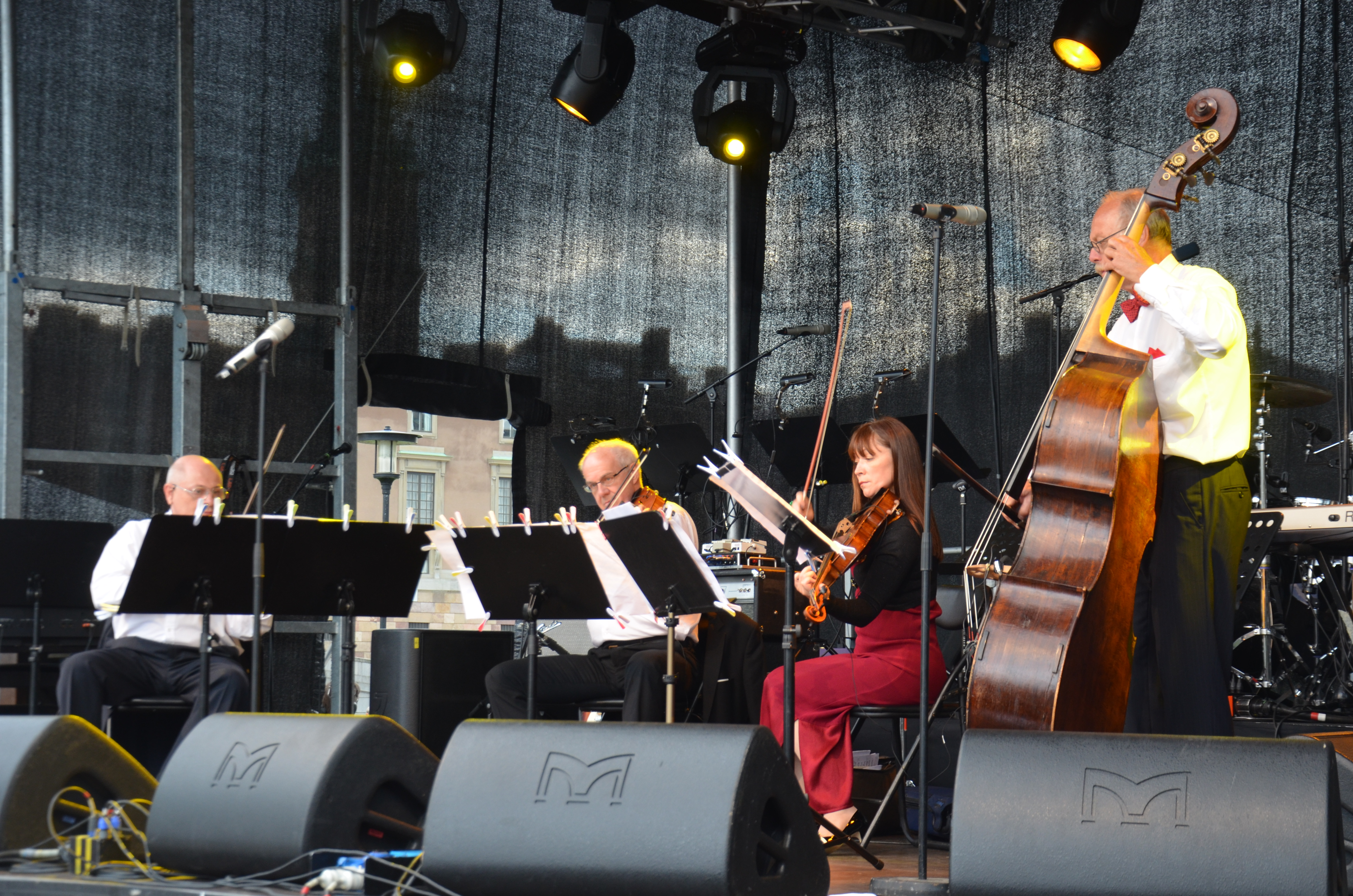
Kvartett ur Stockholms Straussorkester på Norrbro i Stockholm vid firandet av Carl XVI Gustafs 40 år på tronen 15 september 2013

Stockholms Straussorkester är en symfoniorkester i Stockholm, vilken framför allt spelar musik av Johann Strauss d.ä. och hans söner.
Stockholms Straussorkester bildades 1992 som ett utflöde av det år 1960 bildade Svenska Strauss-Sällskapet. Drivande kraft var Berth Vestergård, också en av grundarna till Strauss-Sällskapet. Orkesterns förste dirigent var Sven Verde (1930-2003).
Orkestern är bildad på mönster av - och med samma instrumentuppsättning som - orkestern Capelle Strauss, vilken verkade under ledning av medlemmar av familjen Strauss mellan 1827 och 1901. Den har också samma klädsel med röda frackar och vita byxor som musikerna i Capelle Strauss bar vid hovbalerna i Wien.
Orkestern spelar med upp till 50 professionella musiker med full besättning och drivs av en ideell förening med samma namn. Konsertmästare är Marc Power.